# Ards

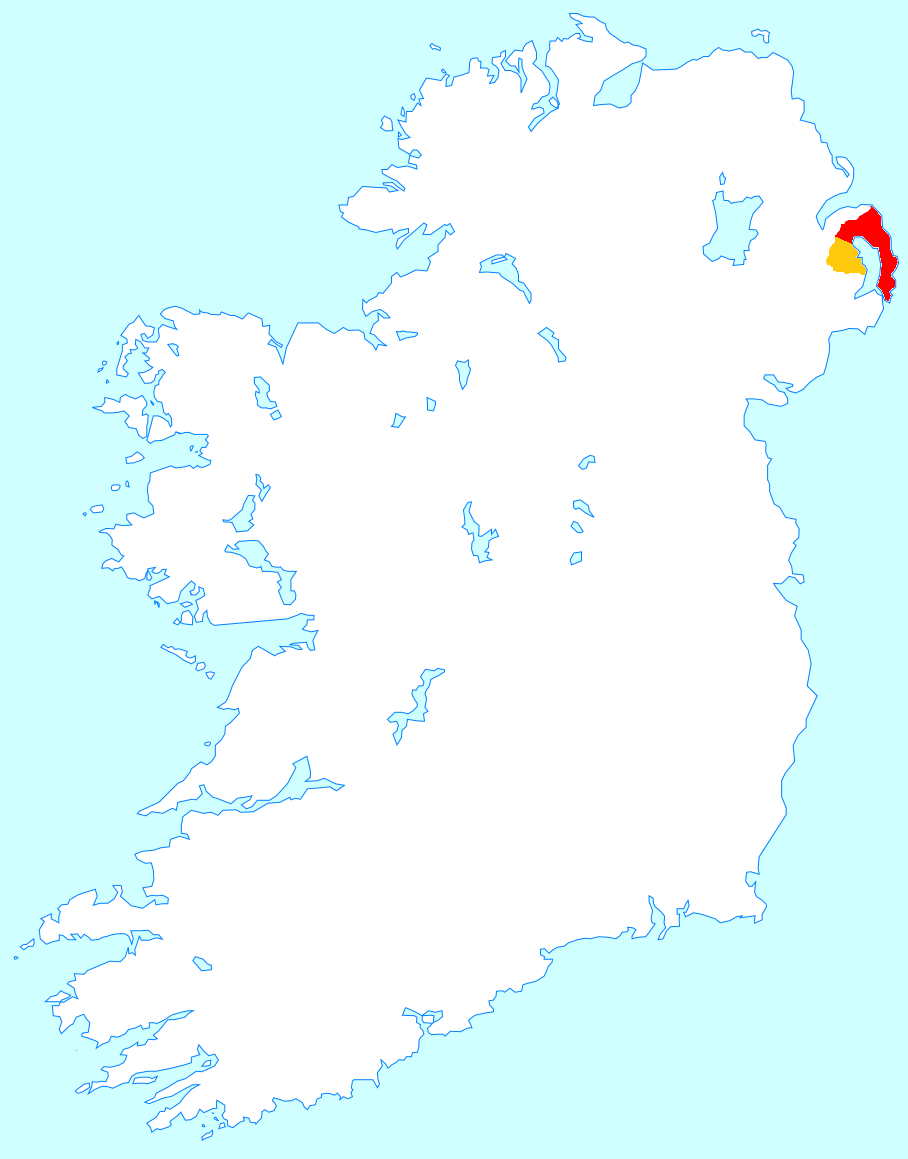
Poloostrov (červeně) na mapě Irska

Ards (irsky Aird Uladh) je poloostrov na severovýchodě Irska, který administrativně patří k hrabství Down v rámci Severního Irska. Táhne se jižním směrem od Bangoru, je dlouhý 40 km a široký 5–10 km a uzavírá zátoku Strangford Lough, spojenou s Irským mořem jen úzkým průlivem. Žije na něm 23 423 obyvatel, největším městem je Newtownards. Má mírné oceánické podnebí: pěstuje se kukuřice a brambory, na pobřeží se sbírá kelp. Významnými turistickými atrakcemi jsou věž Scrabo Tower a zřícenina převorství Grey Abbey, v Ballyhalbertu bylo za druhé světové války velké letiště Royal Air Force. U vesnice Portavogie se nachází nejvýchodnější bod ostrova Irsko. Od roku 2015 je poloostrov součástí správního obvodu (borough) Ards and North Down.